# Gelbach
De Gelbach is een zijrivier van de Lahn in de Duitse deelstaat Rijnland-Palts. Zij ontstaat in Montabaur uit de samenvloeiing van de Aubach en de Stadtbach en stroomt in zuidwaartse richting om bij Schloss Langenau nabij Obernhof in de Lahn uit te monden. Het slingerende riviertje heeft een diep beekdal in het landschap gesneden. Met de Aubach meegerekend, de belangrijkste bovenloop, heeft zij een totale lengte van circa 39,7 kilometer.
Langs de Gelbach zijn naast de stad Montabaur verschillende dorpen ontstaan waaronder Wirzenborn, Reckenthal, Bladernheim, Ettersdorf, Isselbach, Giershausen en Weinähr. Bij Weinähr liggen enkele wijngaarden langs de hellingen van het beekdal.
- Virtual International Authority File: 240099360